# Carl Patschke
Carl Patschke, auch: Karl Friedrich Wilhelm Patschke (* 11. November 1844 in Hannover; † 16. September 1916), war ein deutscher Musikinstrumentenbauer und Unternehmer, Pianoforte-Fabrikant, Münzsammler und Stifter.

## Leben
Karl Patschke wurde 1844 in der Residenzstadt des Königreichs Hannover im dortigen Haus Röselerstraße 5 geboren als Sohn des aus Meineweh bei Zeitz stammenden Hof-Instrumentenmachers Johann Gottlieb Patschke und dessen Ehefrau Luise Franke, einer aus Wunstorf stammenden Tochter eines Lohgerbers.
Karl Patschkes Vater hatte bereits seit 1833 in Hannover eine Hof-Pianofortefabrik  und -handlung in der nachmaligen Straße Theaterstraße 4, später in der Gneisenaustraße betrieben, die sein Sohn nach einer kaufmännischen Ausbildung dann übernahm und die er bis zu seinem Tode betrieb unter dem zeitweiligen Firmennamen Pianohandlung J. G. Patschke. 1844, im Geburtsjahr von Carl Patschke, war Johann Gottlieb Patschke Teilnehmer der Vierten Allgemeinen Gewerbeausstellung des Königreichs Hannover und präsentierte dort unter anderem Flügel und andere Tasteninstrumente, für die er mit einer bronzenen Medaille ausgezeichnet wurde.
Karl Patschke erfuhr über seinen Freundes- und Familienkreis von Schicksalen armer Mütter, wodurch er sich moralisch zum Helfen verpflichtet fühlte. Daher verfügte er am 21. April 1914 in seinem Testament, dass nach seinem Tode eine Stiftung in Kraft treten solle zur Unterstützung für in seiner Heimatstadt bedürftige Mütter evangelischen Bekenntnisses und ihrer Kinder im ersten Lebensjahr.
Karl Patschke sammelte im Lauf seines Lebens deutsche und europäische Münzen, Medaillen, Orden, Plaketten und Ehrenzeichen des 17. bis 19. Jahrhunderts, darunter rund 20.000 Münzen, die er dem Kestner-Museum unter dem seinerzeitigen Direktor Albert Brinckmann vermachte. Der spätere Direktor Bernhard Engelke schätzte zu einem anderen Zeitpunkt allein den Münzwert von Patschkes Sammlung auf rund 213.000 Reichsmark. Patschkes Vermächtnis trug maßgeblich zum Ausbau der antiken und mittelalterlichen Spezialmünzsammlung des Kestner-Museums zu einem umfassenden Kabinett bei.
Der unverheiratete Instrumentenmacher und Klavierhändler Carl Patschke vermachte zudem ein Vermögen von mehr als 1,5 Millionen Mark. Der größte Teil, 1.200.000 Mark, sollte zur Errichtung einer Stiftung für Wöchnerinnen und für Säuglingspflege Verwendung finden, während der kleinere Teil für Legate zu Wohlfahrtszwecken bestimmt war.
Patschke wurde auf dem Stadtfriedhof Engesohde bestattet.

## Carl-Patschke-Stiftung
Mit der Stiftung seines gesamten verbliebenen Vermögens nach seinem Tode an seine Heimatstadt begründete Patschke die nach ihm benannte und von der Stadt Hannover verwaltete Carl-Patschke-Stiftung, die in Hannover lebende Müttern evangelischen Glaubens mit ihren Kleinkindern im ersten Lebensjahr finanziell fördern kann.
Dank eines hohen Grund- und Kapitalvermögens, das in der Carl-Patschke-Stiftung etwa für Pachterträge in Kleingärten investiert wurde, überdauerte die Stiftung sowohl die Deutsche Hyperinflation, den Zweiten Weltkrieg und die Währungsreform 1948. Nach der Finanzkrise sanken bis zum Jahr 2010 dann jedoch die Zinserträge der Stiftung. Doch weil andererseits „offenbar zu wenige Frauen, und besonders die vermittelnden Beratungsstellen deren Hilfen im Blick haben, nehmen immer weniger Mütter Geld in Anspruch.“ Dadurch konnten im Jahr 2010 insgesamt 39 hannoversche Mütter statt wie andere Mütter zuvor nur 500 Euro dann jeweils 1.000,- Euro aus den Kapitalerträgen der Stiftung erhalten.

## Archivalien
Archivalien von und über Carl Patschke finden sich beispielsweise
- im Stadtarchiv Hannover: Das Vermächtnis Patschke wurde dort unter Archivsignatur HR X C 2 Nr. 42 abgelegt.[3]